# Evdev

## evdev
В вычислительной технике, evdev (event device — дословно «устройство события», англ.) — это компонент ядра Linux, предназначенный для обработки данных, поступающих с устройств ручного ввода (с клавиатуры, джойстика или компьютерной мыши, к примеру) и который тесно связан с драйвером устройства для X-сервера. Этот компонент представляет собой «клейкий код», который преобразует входящие события, поступающие от специальных периферийных драйверов устройств в базовые события, интерпретируемые X-сервером. Благодаря этому, любое устройство ручного ввода данных, совместимое с ядром Linux, совместимо и с драйвером ввода X-сервера, что упрощает его настройку.

Большинство существующих дистрибутивов Linux по умолчанию содержат evdev в своем составе.
Благодаря evdev, X-сервер поддерживает «горячую замену» устройств ввода, а также обеспечивает корректную работу нестандартных устройства ввода, таких как «многокнопочная» мышь и мультимедиа-клавиатура.